# Fraiburgo
Fraiburgo, (ofte blot kaldet Frai), er en by og en kommune i det sydlige af delstaten Santa Catarina, i Brasilien.

## Historie
Kommunen blev grundlagt 19. december 1961.